# Вилла Атаровой
Вилла Атаровой (также Дом купца Майтопа) — особняк в Ялте постройки конца XIX века, памятник градостроительства и архитектуры регионального значения, расположенный по адресу улица Пушкинская, дом 5. В здании размещается Ялтинский историко-литературный музей.

## Особняк
В 1870-е годы владельцем участка в начале Пушкинского бульвара был некий поручик О. Малиновский, в начале 1880-х продавший часть земли И. И. Стельмаховичу. Стельмахович построил на участке три дома и вскоре продал владение ялтинскому купцу-караиму Ефету Осиповичу Майтопу. Ефет Осипович решил перестроить здания, для чего обратился к архитектору Н. П. Краснову, который объединил два здания, оформив получившееся строение в стиле модерн. В 1901 году Краснов добавляет к дому пристройку в едином стиле. От бульвара двор отделили металлической оградой на каменных тумбах, внутри двора посадили небольшой парк.
По современным обмерам каменное двухэтажное здание, квадратное в плане с подвальным этажом и пристройками, имеет следующие габариты: основной корпус — 19 на19 м, при высоте 11,55 м; пристройка размерами 10,2 на 5,0 м высотой 7,55 м от цоколя до венчающего карниза. Цоколь выполнен из тёсаного мраморовидного известняка, фасады построены из штучного известняка и ракушечника на известково-песчаном растворе, оштукатурены и окрашены. Крыша моногоскатная вальмовая, главный вход оформлен в виде рустованного ризалита, обрамлённого лопатками с модульонами, тягами и украшен растительным орнаментом; крыльцо полукруглое, из природного камня. Над ризалитом в центре главного фасада устроен декоративный балкон-эркер в виде «ракушки», увитой ажурным орнаментом (виноградная лоза и цветы). Окна обрамлены канелированными круглыми полуколоннами, капителями с растительным орнаментом и пальметтами. Веранда первого этажа образуется квадратными колоннами на тумбах с базой и капителью, украшенными декоративными кронштейнами; веранда второго этажа — круглыми колоннами на квадратных тумбах, с базой и капителью, украшенной растительным орнаментом. Окна и двери оформлены профилированным наличником, иногда с растительным орнаментом, балконы — с металлическим ограждением и деревянными поручнями.

## После революции
16 декабря 1920 года приказом председателя Революционного комитета Крыма были изъяты «из частного владения как разных ведомств, так и частных лиц все имения Южного берега Крыма в районе от Судака до Севастополя включительно». С конца 1920-х годов в национализированном особняке находились военная комендатура и ялтинский отдел ОГПУ. В послевоенное время в здании в разное время размещались Горком партии, Дом пионеров, комбинат Крымспецстрой. В 1987 году первый этаж отдали Ялтинскому историко-литературному музею, второй — турфирме, а с 1994 года музей занимает всё здание.
Решением Крымского облисполкома № 39 от 19 февраля 1991 года зданию присвоили статуса памятника архитектуры. Постановлением Совета министров Республики Крым от 20 декабря 2016 года № 627 «Об отнесении объектов культурного наследия регионального значения и выявленным объектам культурного наследия» Вилла Атаровой признана памятником градостроительства и архитектуры регионального значения. На 2022 год внутреннее убранство виллы практически не сохранилось.